# Мацапура Микола Іванович (тренер)
Микола Іванович Мацапура (нар. 2 листопада 1955, Орджонікідзе, Іванківський район, Київська область, Українська РСР, СРСР) — заслужений тренер України, майстер спорту СРСР, старший тренер збірної України з веслування на байдарках та каное.

## Життєпис
Народився 2 листопада 1955 року в селі Орджонікідзе, Іванківського району, Київської області.
У 1977 році закінчив Черкаський національний університет імені Богдана Хмельницького. Брав участь у чемпіонатах СРСР з веслування та отримав спортивне звання майстра спорту СРСР.
У 1981 році переїхав у місті Комсомольськ, Полтавської області та почав працювати тренером-викладачем у гірничо-металургійному технікумі до 1996 року.
З 1996 по 2000 року був старшим тренером юнацької збірної України, а з 2000 по 2004 рік був головним тренером національної збірної України. Окрім цього у 2001 році почав працювати тренером-викладачем у ДЮСШ № 3 міста Горішні Плавні.
Як тренер збірної України підготував екіпаж Дмитра Янчука та Тараса Міщука, який ставав призером чемпіонатів світу та Європи, а у 2016 році виграв бронзові медалі Олімпійських ігор.
У 2021 році Людмила Лузан на Олімпійських іграх в Токіо, під керівництвом Миколи Івановича, виграла бронзову медаль у каное-одиночках на дистанції 200 метрів та срібну медаль у каное-двійках на дистанції 500 метрів (екіпаж з Анастасією Четверіковою).
Серед відомих вихованців тренера:
- Дмитро Сабін — заслужений майстер спорту України, учасник Олімпійських ігор 2000 року, чемпіон світу, дворазовий чемпіон Європи.
- Дмитро Янчук — заслужений майстер спорту України, бронзовий призер Олімпійських ігор 2016 року, учасник Олімпійських ігор 2016 та 2020 року, призер чемпіонатів світу та Європи.
- Павло Алтухов — майстер спорту України міжнародного класу, учасник Олімпійських ігор 2016 та 2020 року, призер чемпіонатів Європи.
- Інна Грищун — майстер спорту України міжнародного класу, учасниця Олімпійських ігор 2016 року, призерка чемпіонатів Європи.
- Людмила Кукліновська — майстер спорту України міжнародного класу, учасниця Олімпійських ігор 2020 року, чемпіонка Європейських ігор.
- Олег Кухарик — майстер спорту України міжнародного класу, призер чемпіонатів світу, Європи та Європейських ігор.
- Олександр Литвиненко — майстер спорту України міжнародного класу, учасник Олімпійських ігор 1996 року.
- Людмила Лузан — майстер спорту України міжнародного класу, срібна та бронзова призерка Олімпійських ігор 2020 року, чемпіонка Європи.

## Державні нагороди
- Орден «За заслуги» I ступеня (23 серпня 2024 року) — за вагомий особистий внесок у розвиток олімпійського спорту, підготовку спортсменів міжнародного класу, досягнення високих спортивних результатів національною олімпійською збірною командою України на XXXIII літніх Олімпійських іграх[2]
- Орден «За заслуги» II ступеня (16 серпня 2021 року) — за значний особистий внесок у розвиток олімпійського руху, підготовку спортсменів міжнародного класу, забезпечення високих спортивних результатів національною олімпійською збірною командою України на XXXII літніх Олімпійських іграх[3]
- Орден «За заслуги» III ступеня (4 жовтня 2016 року) —за вагомий особистий внесок у розвиток олімпійського спорту, досягнення високих спортивних результатів національною збірною командою України на Іграх XXXI Олімпіади, підготовку спортсменів міжнародного класу[4]